# Gairo (Tanzania)
Gairo è una circoscrizione mista (mixed ward) della Tanzania situata nel distretto di Gairo, regione di Morogoro. Conta una popolazione di 33 209 abitanti (censimento 2012).